# دهوک نوان لوک
دهوک نوان لوک (به انگلیسی: Dhok Nawan Lok) یک شهرک در پاکستان است که در پنجاب واقع شده‌است.